# Belgische wetgevende verkiezingen 1866
Op dinsdag 12 juni 1866 werden wetgevende verkiezingen gehouden in België. 58 Kamerzetels werden herverkozen, namelijk die in de provincies Henegouwen, Limburg, Luik en Oost-Vlaanderen. Daarnaast kregen enkele arrondissementen zetels erbij wegens de bevolkingsaangroei. In totaal kwamen er acht zetels bij: drie in regulier te verkiezen arrondissementen, en vijf in andere arrondissementen, waarvoor buitengewone verkiezingen werden gehouden. In totaal waren er dus 66 te verkiezen zetels.
Van de acht nieuwe zetels gaan er twee naar katholieken en zes naar liberalen. In Gent en Borgworm winnen de liberalen telkens één zetel ten nadele van de katholieken. In totaal winnen de liberalen dus acht zetels en blijven de katholieken op status quo.
De parlementaire zitting 1866-1867 werd op dinsdag 13 november 1866 geopend met een toespraak van de Koning, en op 14 november legden de nieuwe leden hun eed af.

## Verkozen volksvertegenwoordigers
Provincie Oost-Vlaanderen (20)
- Gent (7) met een opkomst van 6702 stemmers op 7171 ingeschreven kiezers
  - De liberalen Ernest Vandenpeereboom (parlementsvoorzitter), Jules Vander Stichelen, Charles de Kerchove de Denterghem, Auguste Lippens en Edouard Jaequemyns werden herverkozen.
  - De liberaal François d'Elhoungne werd verkozen ter vervanging van Camille Joseph De Bast, die bij deze verkiezingen niet meer opkwam.
  - De liberaal August de Maere werd (na ballotage) verkozen ter vervanging van de katholiek Pierre de Baets, die bij deze verkiezingen niet herkozen raakte.
- Eeklo (1)
  - De katholiek Joseph Kervyn de Lettenhove werd herverkozen.
- Sint-Niklaas (3)
  - De katholieken Theodoor Janssens, Stanislas Verwilghen en Isidore Van Overloop werden herverkozen.
- Dendermonde (3)
  - De katholieken Charles Vermeire en François van den Broucke de Terbecq werden herverkozen.
  - De katholiek Constantin Van Cromphaut werd verkozen ter vervanging van Pierre de Decker, die bij deze verkiezingen niet meer opkwam.
- Aalst (3)
  - De katholieken Jean De Naeyer en Victor Van Wambeke werden herverkozen.
  - De katholiek Albert Liénart werd verkozen ter vervanging van Mathieu de Ruddere de te Lokeren, die bij deze verkiezingen niet meer opkwam.
- Oudenaarde (3)
  - De katholieken Léon Victor Jean Thienpont, Théodore Van der Donckt en Yves Magherman werden herverkozen.

Provincie Henegouwen (22)
- Charleroi (5) [+1]
  - De liberalen Eudore Pirmez, Barthel Dewandre, Charles-Louis Lebeau en Gustave Sabatier werden herverkozen.
  - De liberaal Dominique Jonet werd verkozen voor de extra zetel.
- Bergen (5)
  - De liberalen Hippolyte Lange, Henri de Brouckère, Hubert Dolez en Charles Carlier werden herverkozen.
  - De liberaal Alfred Dethuin werd verkozen ter vervanging van de overleden Emile Laubry.
- Doornik (4)
  - De liberalen Jules Bara, Charles Rogier, Louis Crombez en Henri Julien Allard werden herverkozen.
- Thuin (3) [+1]
  - De liberalen Jean-Baptiste T'Serstevens en Arthur Warocqué werden herverkozen.
  - De liberaal Gustave Hagemans werd verkozen voor de extra zetel.
- Aat (2)
  - De liberaal Henri Bricoult werd herverkozen.
  - De liberaal Joseph Jules Descamps werd verkozen ter vervanging van Martin Jouret, die bij deze verkiezingen niet meer opkwam.
- Zinnik (3)
  - De liberalen Joseph Jouret en Henri Ansiau werden herverkozen.
  - De liberaal Adrien Bruneau werd verkozen ter vervanging van Benoît Devroede, die bij deze verkiezingen niet meer opkwam.

Provincie Luik (14)
- Luik (8) [+1]
  - De liberalen Walthère Frère-Orban, Dieudonné Mouton, Charles Lesoinne, Émile Dupont, Clément Müller, Jacques Nicolas Elias en Frédéric Braconier werden herverkozen.
  - De liberaal Fernand de Rossius werd verkozen voor de extra zetel.
- Hoei (2)
  - De liberaal Ferdinand de Macar werd herverkozen.
  - De liberaal Edouard Preud'homme werd verkozen ter vervanging van de overleden Jules Giroul.
- Verviers (3)
  - De liberalen Gérard Moreau en Victor David werden herverkozen.
  - De liberaal Servais Van der Maesen werd verkozen ter vervanging van Pierre Grosfils-Gérard, die bij deze verkiezingen niet meer opkwam.
- Borgworm (1)
  - De liberaal Emile De Lexhy werd verkozen ter vervanging van de katholiek François de Borchgrave d'Altena, die niet herverkozen raakte.

Provincie Limburg (5)
- Hasselt (2)
  - De katholieken Barthélémy de Theux de Meylandt en Joseph Thonissen werden herverkozen.
- Tongeren (2)
  - De katholieken Gustave de Woelmont en Louis Julliot werden herverkozen.
- Maaseik (1)
  - De katholiek Charles Vilain XIIII werd herverkozen.

Buitengewone verkiezingen
- In Antwerpen (1 zetel extra) werd de katholiek Louis Gerrits verkozen.
- In Brussel (2 zetels extra) werden de liberalen Jules Anspach en François Broustin verkozen.
- In Leuven (1 zetel extra) werd de katholiek Edouard Wouters verkozen.
- In Philippeville (1 zetel extra) werd de liberaal Edouard Lambert verkozen.